# Golden Axe III
Golden Axe III (ゴールデンアックス III?) es un videojuego de género Beat'em Up publicado por Sega, originalmente para Mega Drive, en 1993. Fue la última entrega de la serie Golden Axe. Solo se publicó en forma de cartucho en Japón (el 25 de junio de 1993) mientras que en América del Norte apareció exclusivamente a través del Sega Channel en 1995. En Europa se retrasó el lanzamiento hasta la llegada de la trilogía Golden Axe de Sega Forever, servicio en línea para teléfonos inteligentes.

## Argumento
Damud Hellstrike, el príncipe de las tinieblas, ha robado el Golden Axe y realizó una maldición sobre todos los guerreros. Sin embargo, uno de los héroes ha aliviado su maldición y quiere acabar con la maldición de los otros, derrotar al villano y devolver el Golden Axe.
El modo de juego se ha ampliado ligeramente, pero es esencialmente el mismo a los juegos anteriores. Las nuevas características de la serie incluyen nuevos personajes, nuevos movimientos (ataques especiales, hechizos mágicos y ataques en equipo) y los puntos de unión, donde los jugadores pueden elegir qué camino tomar.
Los personajes incluyen un gigante, Proud Cragger, un hombre-pantera, Chronos "Evil" Lait, junto con un espadachín, Kain Grinder, que se asemeja a Ax Battler y una espadachina Sahra Burn que se parece a Tyris Flare. Gilius Thunderhead es el único personaje que aparece de los juegos anteriores, a pesar de que no es jugable, y solo aparece en escenas de corte. Kain Grinder y Sahra Burn se conocen como Ax Battler y Tyris Flare, respectivamente.